# Marquês

Coroa de marquês

Marquês (no feminino: marquesa) é um título nobiliárquico da nobreza europeia, que foi depois utilizado também em outras monarquias originárias do mundo ocidental, como o Império do Brasil. O título, de origem germânica (Markgraf), possui variantes em diversas culturas da Europa. Do termo em alemão:  Markgraf, literalmente o "defensor da marca (província), denominação dada, desde o Império Carolíngio, aos responsáveis pela defesa das regiões fronteiriças e, por isso mesmo, mais sujeitas a ataques, originou-se a versão inglesa margrave.
A  marca ou marquesado é o nome dado ao cargo, dignidade ou domínio de marquês ou marquesa, como o Marquesado de Saluzzo.
O primeiro Marquês, em Portugal, foi o Dom Afonso de Portugal, 4.º Conde de Ourém por doação direta de seu avô materno e seu primogênito neto, o condestável de Portugal D. Nuno Álvares Pereira. Também era o primogênito varão filho do primeiro Duque de Bragança, bastardo do rei Dom Joao I, Dom Afonso. O título territorial foi concedido pelo rei Dom Afonso V, em 11/10/1451.

## Hierarquia
Na hierarquia o termo marquês é imediatamente superior ao conde e inferior ao duque. Introduzido com o imperador Carlos Magno. Os territórios do império que coincidiam com a fronteira eram denominados marcas, e o responsável pela defesa e administração dessas marcas era o marquês. Depois, ainda no Sacro Império Romano-Germânico, esses territórios fronteiriços começaram a ser cedidos aos principais condes, passando esses então a marqueses, responsáveis pelos marquesados. Tardiamente, a partir do século XV, o título passou a não mais ser necessariamente relacionado à jurisdição ou à soberania de um território ou a alguma função pública, somente como grau de nobreza. Dependendo do sistema nobiliárquico de cada nação, é comumente um título hereditário, que todavia não costuma ter a possibilidade de honras de grandeza.
Em Portugal, o título foi criado no século XV, juntamente com o de duque, conde, visconde e barão, quando deixou de usar-se a tradicional denominação de rico-homem. O primeiro marquês português foi Dom Afonso de Portugal, 1.º Marquês de Valença.
No Império do Brasil, segundo as regras da nobreza brasileira, a exemplo doutros títulos em seu sistema nobiliárquico, a titulação não estava ligada a soberania ou jurisdição de qualquer território dentro do país, sendo apenas uma alta honraria não-hereditária.
Na Inglaterra, o primeiro marquês foi Robert de Vere, 9.° conde de Oxford. Até o ato 1999 da câmara dos lordes, aprovado durante a gestão do primeiro-ministro Tony Blair, o título garantia um assento hereditário na Câmara dos Lordes. Ainda no Reino Unido, muitas vezes o título de marquês cabe ao filho mais velho de um duque. Por exemplo, o bisavô da falecida Diana, Princesa de Gales, era o  terceiro Duque de Abercorn. Contudo ele só passou a ser oficialmente o Duque de Abercorn após a morte de seu pai, que era o segundo duque. Antes, porém, ostentava o título de Marquês de Hamilton. Os marqueses, na Inglaterra, geralmente carregam o tratamento de "O Mais Honorável". [carece de fontes?]

## Lista de marqueses
Para as marcas com fronteiras protegidas, ver o artigo Marca de fronteira.
- Marcas no Brasil
- Marcas em Portugal
- Marcas no Reino Unido

### Marqueses do Sacro Império Romano-Germânico
- Marqueses de Áustria
- Marqueses de Baden
- Marqueses de Baden-Baden
- Marqueses de Baden-Durlach
- Marqueses de Baden-Hachberg
- Marqueses de Baden-Rodemachern
- Marqueses de Baden-Sponheim
- Marqueses de Baixa Lusácia
- Marqueses de Brandemburgo
- Marqueses de Brandemburgo-Ansbach
- Marqueses de Brandemburgo-Bayreuth
- Marqueses de Brandemburgo-Bayreuth-Kulmbach
- Marqueses de Brandemburgo-Kulmbach
- Marqueses de Brandemburgo-Küstrin
- Marqueses de Brandemburgo-Schwedt
- Marqueses de Brandemburgo-Stargard
- Marqueses de Brandemburgo-Stendau
- Marqueses de Burgau
- Marqueses de Hachberga
- Marqueses de Hachberga-Sausemberga
- Marqueses de Ístria
- Marqueses de Ivrea
- Marqueses de Landsberga
- Marqueses da Mísnia
- Marqueses da Morávia
- Marqueses de Namur
- Marqueses de Niederlausitz
- Marqueses em Nordau
- Marqueses da Marca do Norte
- Marqueses da Marca Oriental Saxã
- Marqueses da Marca Oriental Húngara
- Marqueses de Pallavicini
- Marqueses de Saluzzo
- Marqueses da Estíria
- Marqueses da Transjurânia
- Marqueses de Turim

## Equivalentes não-ocidentais
Apesar de inseridos em contexto próprio, e por isso de difícil comparação, muitos títulos de sistemas nobiliárquicos não-europeus possuem certa equivalência ao ranque de marquês.
- China antiga: 侯 (hóu) era o segundo de cinco graus nobres criados pelo rei Wu de Zhou, geralmente traduzido como marquês.
- China imperial: 侯 (hóu) era, geralmente, mas não sempre, um título hereditário elevado na nobiliarquia, variando seu grau de importância de acordo com a dinastia no poder. É muitas vezes criado com diferentes sub-ranques.
- Japão (era meiji): 侯爵, (kōshaku), introduzido em 1884, garantia um assento hereditário na câmara superiora da dieta imperial, tal qual na nobiliarquia britânica.
- Coreia: champan, equivalente ao 侯 (hóu) chinês.
- Vietnã (era anamita): hau era um título sênior da nobiliaquia hereditária.